# Wasser-Knöterich
Wasser-Knöterich (Persicaria amphibia (L.) Delarbre, Synonym: Polygonum amphibium L.) ist eine Pflanzenart aus der Familie der Knöterichgewächse. Je nach Standortverhältnissen (Wasserstand) bildet er Wasser- und Landformen aus.

## Beschreibung

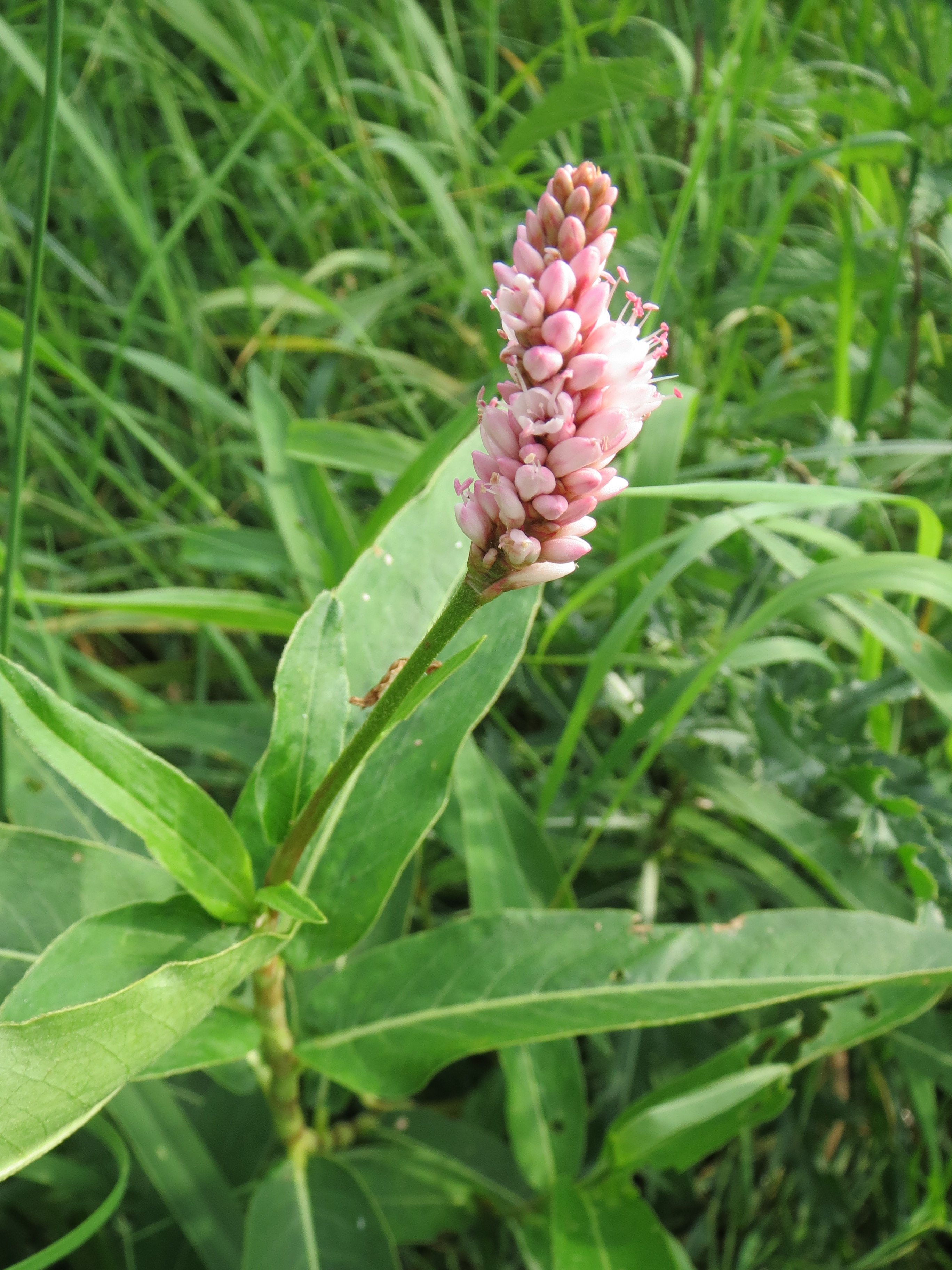
Wasser-Knöterich, Landform

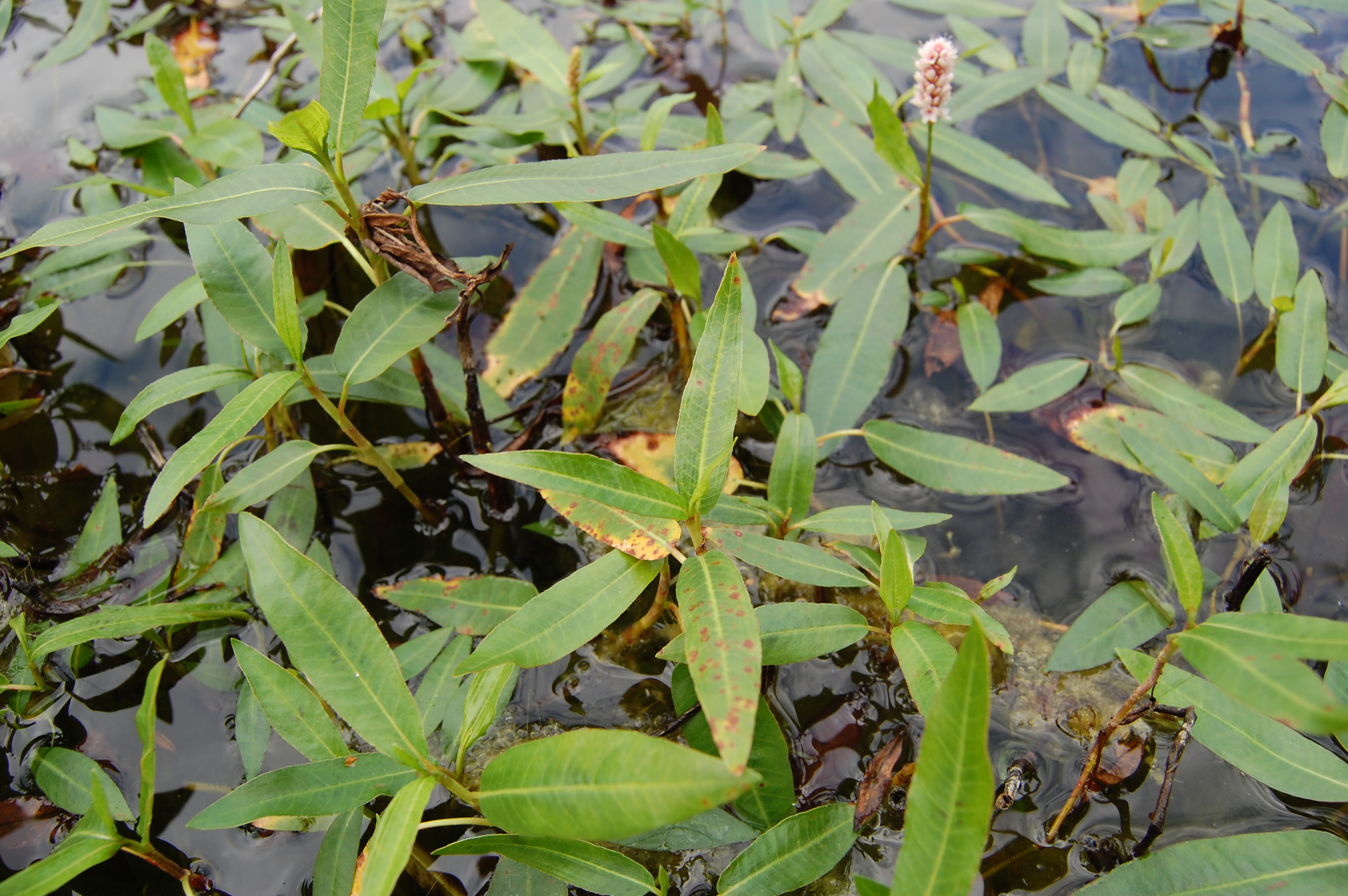
Wasserform und Übergänge zur Landform

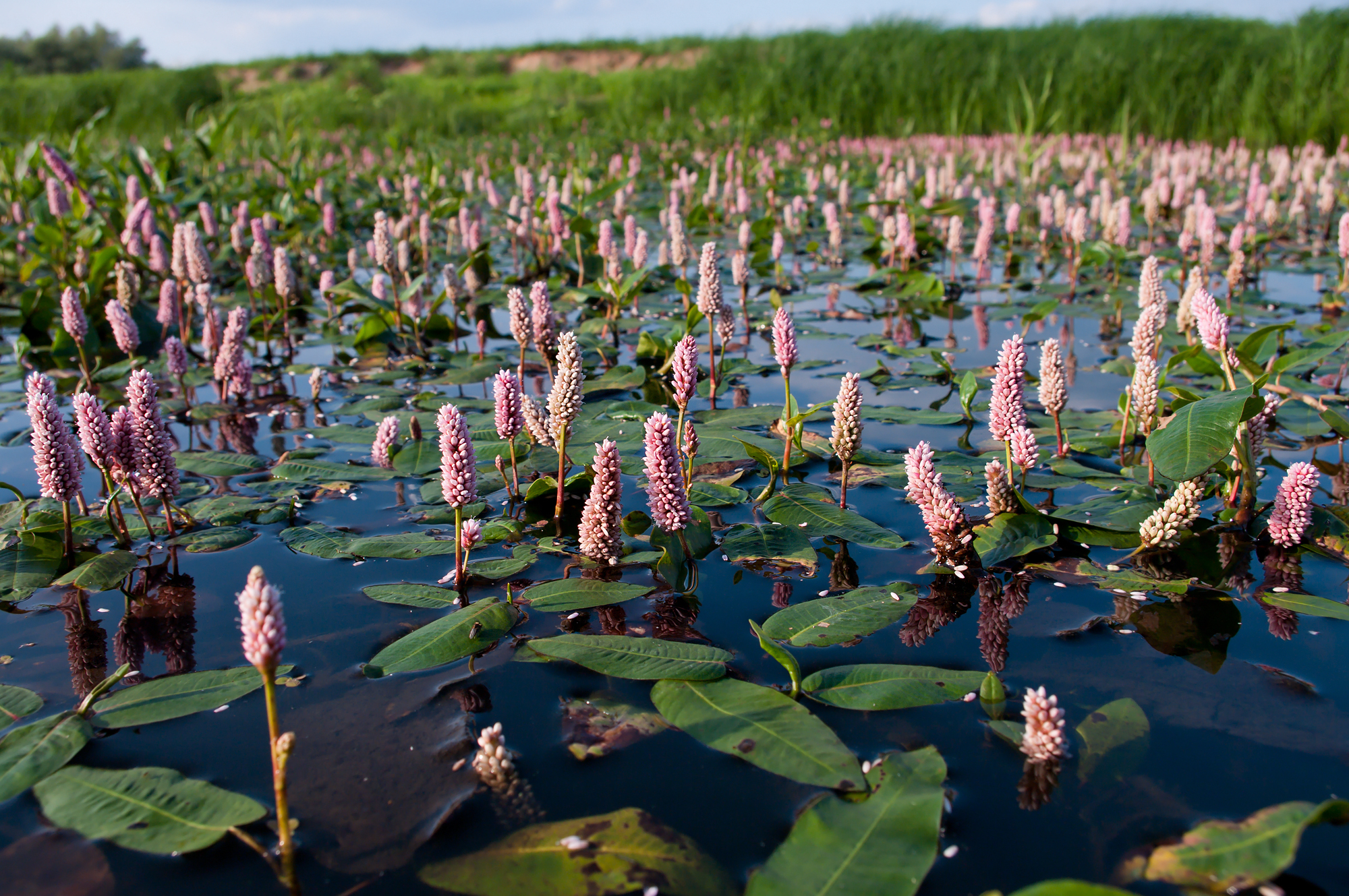
Großer Bestand in der Elbtalaue

Der Wasser-Knöterich ist eine ausdauernde krautige Pflanze. Die Landform wird etwa 30 bis 100 cm groß; die Wasserform kann 60 cm bis 3 m (Rhizom) lang werden und hat sehr lang gestielte, länglich-elliptische, bis zu 10 cm lange Blätter. Die Spreite der Blätter besitzt einen gestutzten bis herzförmigen Grund. Im Gegensatz zu den kahlen Schwimmblättern weisen die Blätter der Landform eine anliegende Behaarung auf. Sie werden bis 20 cm lang und sind kurz gestielt. Zum Teil haben sie eine dunkle Fleckung.
Die häufig eingeschlechtigen Blüten sind rosa gefärbt und besitzen keine Drüsen. Meist bildet sie fünf Staubblätter aus. Zudem stehen die Einzelblüten in Scheinähren und die Einzelblüten überdecken sich häufig.
Die Chromosomenzahl der Art ist 2n = 90 oder 66.

## Ökologie
Als amphibische Pflanze kann der Wasser-Knöterich bei ausreichender Grundfeuchtigkeit sowohl auf dem Land, also z. B. an trockenen Wegrändern, als auch im Wasser vorkommen.
Die Landform ist eine klebrig behaarte, schmalblättrige Schaftpflanze mit markigem Stängel, die selten blüht. Sie ist ein Hemikryptophyt und verfügt über anliegend behaarte Blätter. An trockenen Standorten bleibt der Samenansatz aus, dafür erfolgt eine intensive, vom Rhizom ausgehende vegetative Vermehrung.
Die Wasserform ist Schlammwurzler mit breiten Schwimmblättern und oberseitigen Spaltöffnungen, die Stängel haben in diesem Fall weite Luftgänge und bis 3 m lange, bogig aufsteigende Schwimmsprosse. Außerdem besitzt die Wasserform einen höheren Anteil an antibiotischen Stoffen als die Landform. Die Wasserform ist ein Hydrophyt, der mit einem Rhizom im Boden des Gewässers verankert ist und längliche, kahle Schwimmblätter aufweist.
Bestäubt wird der Wasser-Knöterich von Insekten. Häufig kommt auch Selbstbestäubung vor. Die Ausbreitung der Samen erfolgt über das Wasser (Hydrochorie).

## Vorkommen
Der Wasser-Knöterich kommt in Eurasien, in Nordafrika und in Nord- und Südamerika vor. Er ist zirkumpolar verbreitet.
Die Pflanze wächst vor allem in stehenden Gewässern, an Ufern, auf nassen Wiesen und Äckern.
Die Wasserform ist in Mitteleuropa eine Nympheion-Verbandscharakterart, in der Landform eine Art der Gesellschaften der Polygono-Chenopodietalia oder des Verbands Agropyron-Rumicion.
In den Allgäuer Alpen steigt die Art im Tiroler Teil auf dem Haldensee bis zu 1124 m Meereshöhe auf. Die Art wird auch als Aquarienpflanze („Blutroter Wasserknöterich“  bzw. „Orangeroter Wasserknöterich“ mit dunklem Fleck in der Blattmitte) verwendet.

## Systematik
Die Art wurde zuerst von Carl von Linné als Polygonum amphibium 1753 beschrieben. Später hat sie Antoine Delarbre (1724–1813) im Jahr 1800 in die Gattung Persicaria gestellt und sie damit zu Persicaria amphibia neu kombiniert.

## Gefährdung
Da diese Art 2013 noch weit verbreitet war, wird sie von der IUCN als gering gefährdet (Least Concern) geführt.

## Bekämpfung
Der Wasser-Knöterich ist gegenüber Herbizideinsatz wenig empfindlich.
Von Obstbauern wird er mit Glyphosat bekämpft.